# Wolfgang Hohlbein
Wolfgang Hohlbein (Weimar, Német Demokratikus Köztársaság, 1953. augusztus 15.) német fantasy-, sci-fi- és horror-író, műfordító.

## Életrajz
Wolfgang Hohlbein Krefeldben, Észak-Rajna-Vesztfáliában nőtt fel. Már fiatalon elkezdett írni fantasztikus történeteket, ám az érettségit követően kereskedelmi ügyintézőnek tanult és eleinte ebben a szakmában is helyezkedett el.
Komolyabban akkor kezdett foglalkozni az írással, amikor éjszakai portásnak állt. Saját elmondása szerint Karl May váltotta ki nála ezt a szenvedélyt. Eleinte novellákkal, majd horror-regényekkel és a vadnyugatról szóló művekkel próbálkozott. Emellett többek között Stephen King amerikai író műveit ültette át német nyelvre.
1982-ben feleségével, Heikével együtt a német Ueberreuter kiadó pályázatára megírta a Märchenmond című regény 395 oldalas kéziratát, amellyel első helyet szereztek. A mű meghozta az írónak a nemzetközi sikert is, ezt követően pedig szó szerint ontani kezdte magából a könyveket: eddigi pályafutása során kétszáznál is több művet jelentetett meg; Hohlbein számít a legolvasottabb német fantasy- és sci-fi-szerzőnek. Könyveiből eddig összesen 35 millió példány kelt el. 2006-ban angolul az Amerikai Egyesült Államokban is megjelent a Märchenmond című regény.
Legfontosabb irodalmi példaképeiként J. R. R. Tolkient, Michael Endet, Edgar Allan Poe-t, Stephen Kinget és Howard Phillips Lovecraftet említi, legfőbb inspirációs forrásként pedig a Bibliát, ezen belül is az Ótestamentumot.
Hohlbein ma családjával Neuss-ban él. Hat gyermeke van, akik közül Rebecca lánya időközben szintén sikeres írónőként tevékenykedik. Pályafutása során számos könyvet írói álnéven adott ki, így többek között Angela Bonella, Wolfgang Eschenloh, Martin Heidner, Michael Marks, Jack Vernom, Henry Wolf, Ryder Delgado, Martin Hollburg, Robert Craven, Jerry Cotton, Robert Lamont és Jason McCloud néven.
Wolfgang Hohlbeint a példányszámok királyának is nevezik Németországban, hiszen nincs még egy olyan, 1950 után született német író, aki könyveinek összességével megközelítette volna a Hohlbein által világszerte elért 35 milliós álomhatárt.
2008 júliusában bejelentette, hogy Joey DeMaio-val, a Manowar nevű heavy metal együttes tagjával fog készíteni a közeljövőben egy könyvet, egy ahhoz tartozó koncepció-albumot, egy megfilmesítést és számítógépes játékot.

## Magyarul
- Charity. Tudományos-fantasztikus regény; ford. Komáromy Rudolf; Bastei Budapest, Bp., 1998
  - Sötét jövő
  - Támadás a világűrből
- A pecsét. Történelmi regény; ford. Somogyi Gyula; Auktor, Bp., 1998
- Az Avalon-terv; ford. Szalay Tamás; Alexandra, Pécs, 2002
- Az inkvizítor. Kísérteties utazás a középkor sötét világába; ford. Váróczi Zsuzsa; Opus, Pécs, 2003
- A Druida-kapu. Az elfelejtett dimenzió; ford. Benács-Horváth Genovéva; Alexandra, Pécs, 2003
- Enwor. A tizenegyedik könyv; közrem. Dieter Winkler, ford. Murányiné Lieber Klára; Alexandra, Pécs, 2003
- Wolfgang Hohlbein–Heike Hohlbein: Sárkányvölgy; ford. Zachar Viktor; Egmont, Bp., 2004
  - A felfedezés
  - A labirintus
  - A varázsgömb
- Áradat; ford. Váróczi Zsuzsa; Alexandra, Pécs, 2007
- Wolfgang Hohlbein–Heike Hohlbein: Genezis; ford. Markwarth Zsófia; Egmont, Bp., 2007–2008
  - Jég; 2007
  - Kő; 2007
  - Gyémánt; 2008
- Tűz; ford. Váróczi Zsuzsa; Alexandra, Pécs, 2007
- Wolfgang Hohlbein–Heike Hohlbein: Tizenhárom; ford. Váróczi Zsuzsa; Alexandra, Pécs, 2008